# Kreuzerhöhungskirche (Ostrykół)
Die Kreuzerhöhungskirche in Ostrykół ist ein Bauwerk aus der Mitte des 17. Jahrhunderts und eine der wenigen erhaltenen masurischen Holzkirchen. Bis 1945 war sie zentrales Gotteshaus für das evangelische Kirchspiel in Ostrokollen (1938–1945: Scharfenrade) in Ostpreußen und ist heute Filialkirche der römisch-katholischen Pfarrei in Prostki (deutsch Prostken).

## Geographische Lage
Ostrykół am Flüsschen Ełk (deutsch Lyck) liegt im südlichen Osten der polnischen Woiwodschaft Ermland-Masuren nordwestlich von Prostki (Prostken) und ist über die Landesstraße 65 zu erreichen. Die nächste Bahnstation ist Prostki an der Bahnstrecke Korsze–Ełk–Białystok.
Der Standort der Kirche befindet sich in der südöstlichen Ortsmitte.

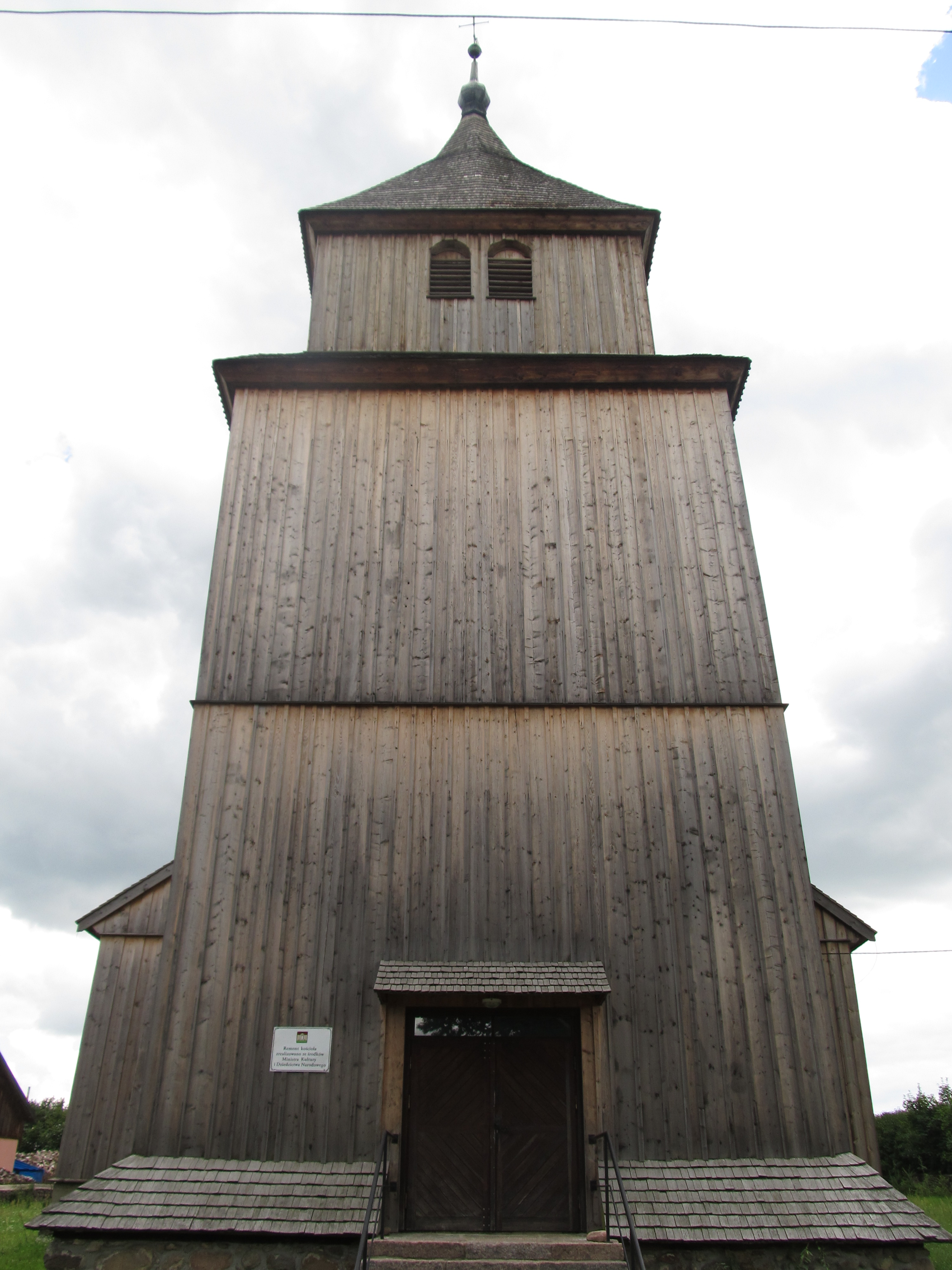
Der stattliche Turm der Kirche Ostrykół

## Kirchengebäude
Bereits am 2. Januar 1538 wurde befohlen, in Ostrokollen eine Kirche „zu fundieren“. So wurde hier schon sehr bald nach Ortsgründung im Jahr 1538 eine Kirche errichtet. Es handelte sich um eine Holzkirche, die jedoch im Ansturm der Tataren 1656 nach der „Schlacht von Prostken“ zusammen mit anderen Gebäuden des Dorfes in Flammen aufging.
Eine neue Holzkirche wurde im Jahr 1667 erbaut, basilikaähnlich dreischiffig mit Chor und – etwas jüngerem – Westturm. Bogenartige Obergeschosse schließen sich im Innenraum organisch an den Chor an.
Mitten im Kirchenraum stellte man auf einem Querbalken ein Kruzifix auf, das etwa 1700 angefertigt worden war. Der Altaraufsatz mit gewundenen Säulen und Ohrmuschelformen zeigt in seinem Hauptbild den gekreuzigten Christus, im Obergeschoss ein Bild der Himmelfahrt. Das Werk wurde etwa 1680 geschaffen. Aus dem Jahr 1690 stammt die Kanzel.
Zur Innenausstattung gehören ein Taufengel mit Schale sowie mehrere Hirschkopfleuchter aus der Zeit um 1700, außerdem ein Dreisitz aus der ersten Hälfte des 17. Jahrhunderts. Die Orgel wurde 1799 erbaut. Das Geläut der Kirche bestand aus zwei Glocken.
Das Kirchengebäude wurde 1933/35 umfassend renoviert. Es überstand den Zweiten Weltkrieg einigermaßen unbeschadet. Im Jahre 1990 fand eine Innenrenovierung statt.
Das Gotteshaus stand nahezu 300 Jahre im Dienst der evangelischen Kirche und ist heute Andachtsstätte der römisch-katholischen Kirche, die das Bauwerk im Innern den veränderten liturgischen Zwecken anpasste. Am 14. April 1999 wurde die Kirche erneut geweiht und erhielt den Namen „Kościół Podwyższenia Krzyża Świętego“ (deutsch Kreuzerhöhungskirche). Sie ist heute neben einer Kapelle in Sokółki (Sokolken, 1938–1945 Stahnken) eine Filialkirche der Pfarrei in Prostki.

## Kirchengemeinde

### Evangelisch

#### Kirchengeschichte

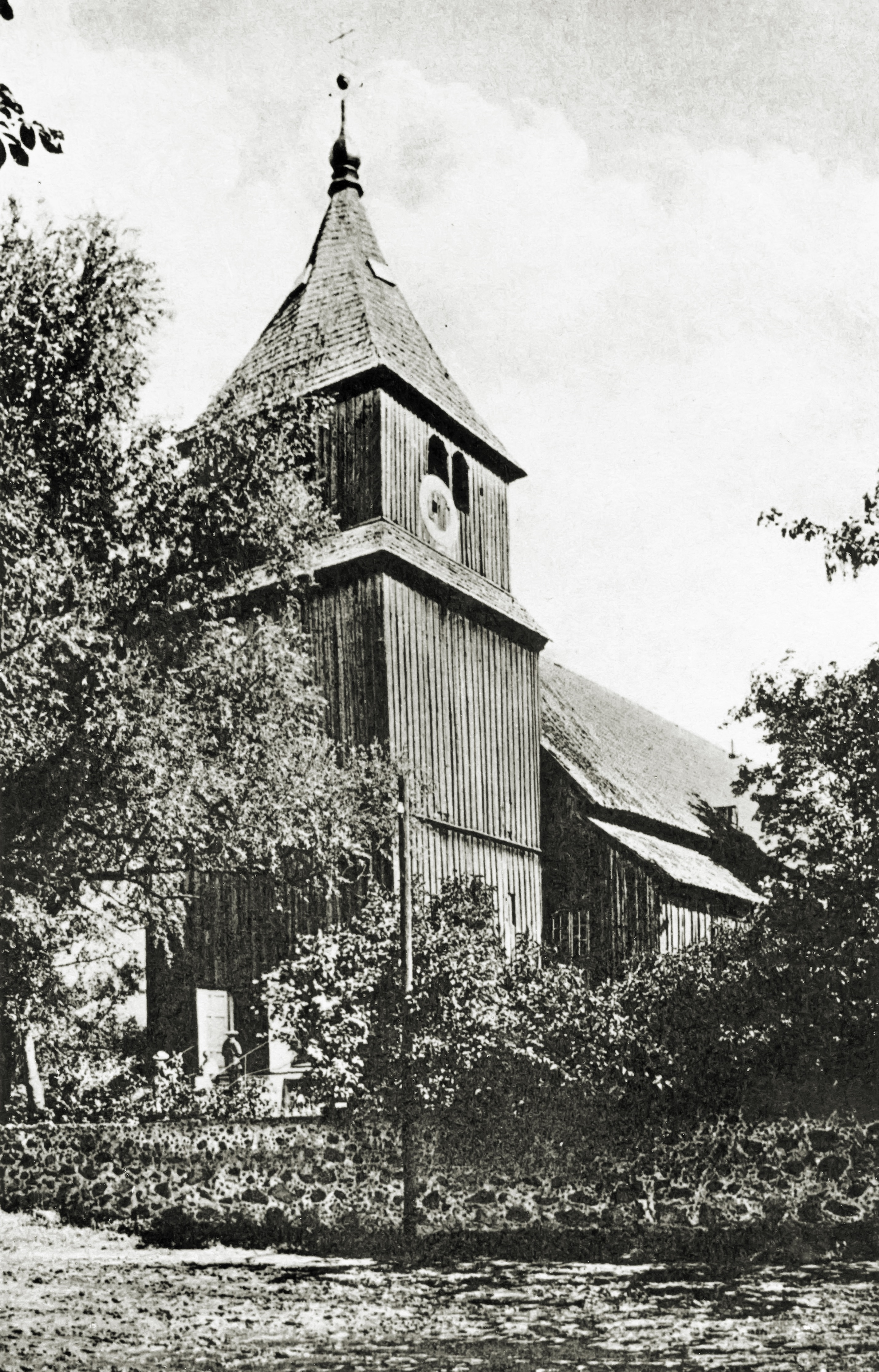
Historisches Bild der Kirche Ostrokollen (Scharfenrade)

Die lutherische Reformation fasste in Ostrokollen schon frühzeitig Fuß mit der Errichtung eines Kirchengebäudes und einem dazugehörigen weitflächigen Kirchspiel. Erster Geistlicher der reformatorischen Lehre war Nikolaus Papa, dem 1560 Leonhard Choinowski folgte. Danach versahen hier zeitweise zwei Pfarrer gleichzeitig ihren Dienst.
Bis 1945 gehörte das Kirchspiel Ostrokollen, dessen Kirch- und Pfarrort im Jahr 1910 nach Prostken (polnisch Prostki) verlegt wurde, zum Kirchenkreis Lyck in der Kirchenprovinz Ostpreußen der Evangelischen Kirche der Altpreußischen Union. Bei der Volkszählung im Jahr 1925 registrierte man in der Pfarrei 5.900 Gemeindeglieder. Das Kirchenpatronat oblag staatlichen Behörden.
Aufgrund von Flucht und Vertreibung der einheimischen Bevölkerung brach nach 1945 das Leben der evangelischen Kirchengemeinde ein. Heute halten sich die wenigen hier lebenden evangelischen Kirchenglieder zur Kirchengemeinde in der Kreisstadt Ełk (Lyck), einer Filialgemeinde der Pfarrei in Pisz (Johannisburg) in der Diözese Masuren der Evangelisch-Augsburgischen Kirche in Polen.

#### Kirchspielorte
Bis 1945 gehörten zum Kirchspiel Ostrokollen neben dem Pfarrort (bis 1910 Ostrokollen, ab 1910 Prostken) zahlreiche Dörfer, Orte und Wohnplätze:
| Name                             | Änderungsname 1938 bis 1945      | Polnischer Name   |  | Name           | Änderungsname 1938 bis 1945 | Polnischer Name     |
| -------------------------------- | -------------------------------- | ----------------- |  | -------------- | --------------------------- | ------------------- |
| *Bobern                          |                                  | Bobry             |  | Lipinsken      | (ab 1935) Lindenfließ       | Lipińskie Małe      |
| *Borken                          |                                  | Borki             |  | Miechowen      | Niederhorst                 | Miechowo            |
| *Dlugossen                       | Langheide                        | Długosze          |  | *Mylussen      | Milussen                    | Miłusze             |
| *Dombrowsken                     | (ab 1927) Eichensee              | Dąbrowskie        |  | Niedzwetzken   | (ab 1936) Wiesengrund       | Niedźwiedzkie       |
| Eiche (Forst)                    |                                  | Dąb               |  | *Popowen       | Wittingen                   | Popowo              |
| Glinken                          |                                  | Glinki            |  | Preußisch Höhe |                             |                     |
| Gorczitzen                       | (ab 1928) Deumenrode             | Gorczyce          |  | *Prostken      |                             | Prostki             |
| *Hellmahnen                      |                                  | Helmany           |  | Schikorren     | Kiefernheide                | Sikory Ostrokolskie |
| Kobylinnen, Dorf Kobylinnen, Gut | Kobilinnen, Dorf Kobilinnen, Gut | Kobylinek Kobylin |  | Sdunken        | Ulrichsfelde                | Zdunki              |
| Krupinnen                        | Kleinwittingen                   | Krupin            |  | Sokolken       | Stahnken                    | Sokółki             |
| *Langsee bis 1897 Dlugochorellen |                                  | Długochorzele     |  | Soltmahnen     |                             | Sołtmany            |
| Linde (Forst)                    |                                  | Lipinka           |  | Zielasken      | Schelasken                  | Żelazki             |

#### Pfarrer
An der Kirche Ostrokollen resp. Scharfenrade amtierten bis 1945 als evangelische Geistliche:
- Nicolaus Papa, vor 1560
- Leonhard Choinowski, 1560
- Albert Kozik a Kozikowski, 1619–1626
- Johannes Boretius, ab 1621
- Georg Hoffmann, 1626–1664
- Johann Gera, 1664–1680
- Sebastian Foedorowitz, bis 1679
- Augustin Foedorowitz, 1679–1711
- Johann Georg Trentowius, 1682–1684
- Paul Olschewius, 1685–1710
- Michael Grodzki, 1711–1747
- Georg Coglenius, 1713–1729
- Johann Chr. Gregorowius, 1729–1742
- Martin Jagodzinski, 1742–1743
- Gottfried Ludwig Hoffmann, 1743–1759
- Georg M. Cuchlowius, 1747–1798
- Thimotheus Gisewius, 1759–1762
- Georg Joseph Rosocha, 1762–1772
- Christ. Fr. Krupinski, 1773–1780
- Georg Fr. Cuchlowius, 1780–1790
- Andreas Frenzel, 1790–1799
- Johann Friedrich Hecht, 1791–1809
- Johann Jacob Paulini, ab 1799
- Johann Jacob Stern, 1808–1812
- Carl Cölestin Schrage, 1809–1829
- Sigismund Fr. Pianka, 1812–1821
- Hermann Skrodzki, 1823–1825
- Jacob Schiweck, 1827–1841
- Johann Ferd. Aug. Szambor Ski, 1829–1832
- Gustav Eduard Salkowski, 1835–1841
- Johann Friedrich Rhein, 1841–1845[9]
- August Ferdinand Kob, 1845–1856
- Christoph Skupch, 1846–1856[9]
- Friedrich Leopold Montzka, 1856–1867
- Johann Zbrzezny, 1857–1861
- Carl Reuter, 1861–1873
- Hermann Friedrich Schrage, 1867–1887[9]
- Franz Borchert, 1873–1876
- Heinrich Rutkowski, 1876–1879[10]
- Theodor Albert Czymmeck, 1880–1882
- Johann Michael Ebel, 1884–1894
- Daniel Joh. Herm. Rutkowski, 1888–1914
- Alfred Gottlieb Petersdorff, 1894–1906
- Otto Ernst Fr. Walther, 1915–1919
- Eduard Bachor, 1919–1945
- Eberhard Romahn, 1940–1941

#### Kirchenbücher
Von den Kirchenbüchern der Pfarrei Ostrokollen aus der Zeit vor 1945 haben sich erhalten und werden bei der Deutschen Zentralstelle für Genealogie (DZfG) in Leipzig verwahrt:
- Taufen: 1832 bis 1874
- Trauungen: 1832 bis 1874
- Begräbnisse: 1832 bis 1874

### Römisch-katholisch
Vor 1945 gab es im Bereich des Kirchspiels Ostrokollen nur wenige katholische Kirchenglieder. Sie waren in die Pfarrkirche St. Adalbert in Lyck (polnisch Ełk) im Bistum Ermland eingepfarrt.
Aufgrund der nach 1945 erfolgenden Neuansiedlung polnischer Bürger, die fast ausnahmslos katholischer Konfession waren, begann sich in Ostrykół wieder neues kirchliches Leben zu regen. In Prostki wurde 1962 offiziell eine katholische Pfarrei eingerichtet, der Ostrykół als Filialkirche (neben der Kapelle in Sokółki) zugeordnet wurde. Sie ist Teil des Dekanats Ełk – Matki Bożej Fatimskiej im Bistum Ełk der Römisch-katholischen Kirche in Polen.